# Còlob de crinera oriental
El còlob de crinera oriental (Colobus guereza) és una espècie de primat catarrí de la família dels cercopitècids. Viu a altituds d'entre 0 i 3.000 msnm, als boscos secs i humits i les praderies arbrades de l'Àfrica oriental i central, des d'Etiòpia i Tanzània fins a Zàmbia, el Txad i Nigèria.

## Referències

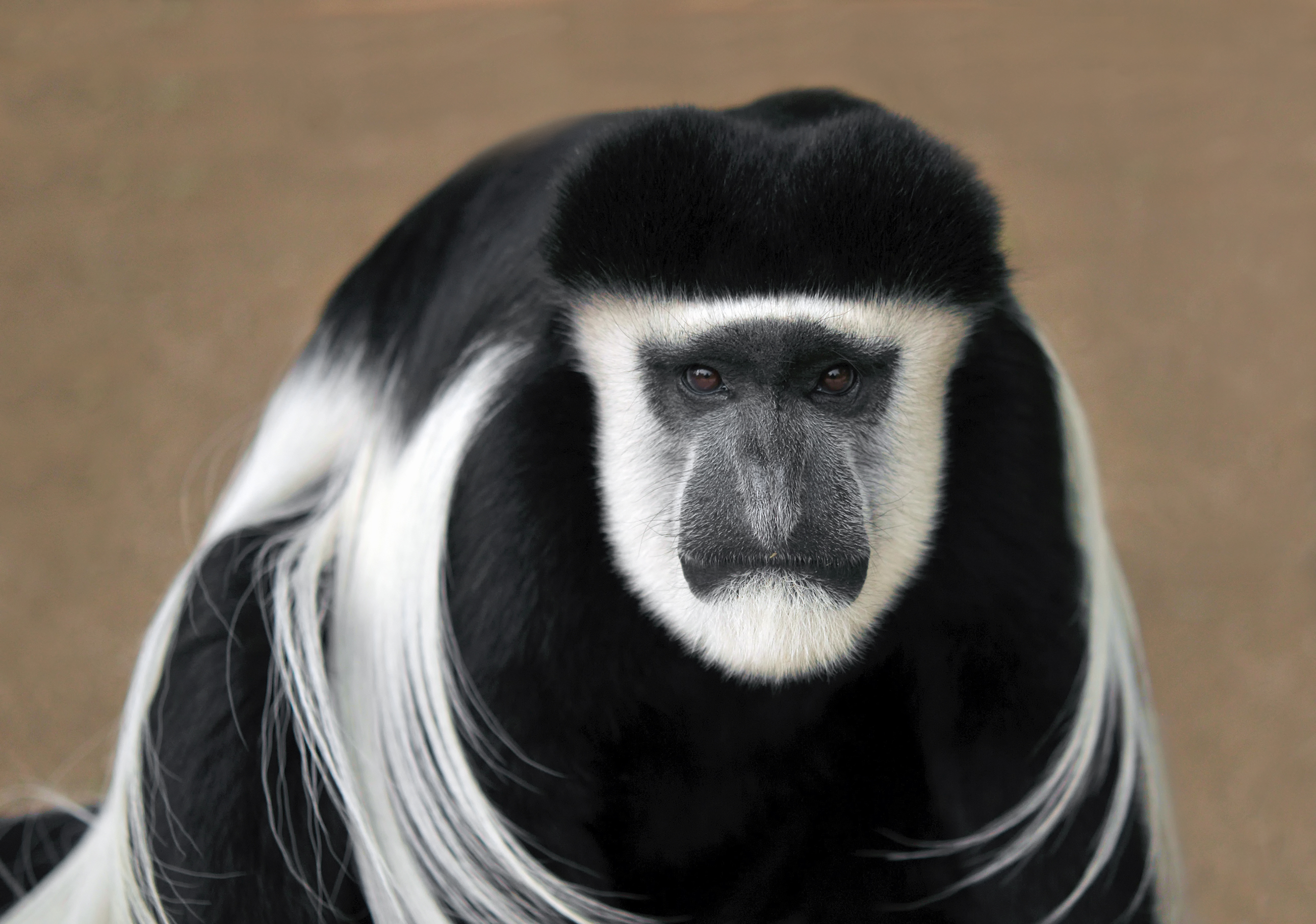
Còlob de crinera oriental a l'Allwetterzoo Münster